# Centropus colossus
Centropus colossus – gatunek średniej wielkości ptaka z rodziny kukułkowatych (Cuculidae), podrodziny kukali. Naukowo opisany w 1985 roku na podstawie lewej kości barkowej odnalezionej w Green Waterhole Cave w Australii Południowej.
Holotyp stanowi nieznacznie uszkodzona lewa kość barkowa, zebrana w 1979 roku przez R. Wellsa. Całkowita jej długość wynosi 73 mm, szerokość 18–16 mm. Nazwa gatunkowa colossus oznacza „bardzo dużego rozmiaru”, ponieważ odnaleziona kość barkowa jest większa niż te u przedstawicieli rodzaju Centropus, a sam gatunek należał do jednych z największych kukułkowych na Ziemi. Niektóre cechy jej budowy wskazują na to, że ten gatunek nie posiadał pełnej zdolności lotu.
Nie został oznaczony okres, z jakiego pochodzi skamielina. Miejsce jej odnalezienia różni się znacznie od zasięgu jedynego zamieszkującego Australię kukala, kukala bażanciego (Centropus phasianinus), który zasiedla jedynie jej południową część, co sugeruje, że dawniej zasięg występowania tego rodzaju mógł być większy.